# Пам'ятки Чугуєва
У місті Чугуєві Харківської області на обліку перебуває 12 пам'ятки історії, 7 пам'яток археології і 18 - архітектури.

## Пам'ятки історії
| № п/п | Охоронний номер пам'ятки | Місце знаходження, (адреса) пам'ятки      | Найменування пам'ятки | Автор, дослідник пам'ятки. Дата відкриття | Матеріал, з якого виготовлений пам'ятник. Основні розміри                                | Категорія охорони пам'ятки                     | Номер і дата рішення державних органів про взяття пам'ятки під охорону | Охоронна зона                                                                                         |  |
| ----- | ------------------------ | ----------------------------------------- | --- | --- | ---------------------------------------------------------------------------------------- | ---------------------------------------------- | ---------------------------------------------------------------------- | --- |  |
| 1.    | 1501                     | вул. Комунальна, 6.                       | Пам'ятник В.І.Леніну | 1954 р. | Скульптура — 2,5 м, з/б Постамент — 2,0 м, цегла, цемент                                 | Місцева                                        | № 61 від 25.01.72р.                                                    | |  |
| 2.    | 1456                     | пл. Соборна                               | Братська могила радянських воїнів. Поховано 6 воїнів. 1943 р. | 1969 р. | Плита — 1,8?0,7 м, лабрадорит                                                            | -<<-                                           | № 61 від 25.01.72р.                                                    | 25 м (Наказ правління культури і туризму від 10.09.09. № 234)                                         |  |
| 3.    |                          | пл. Соборна, 2а                           | Будинок для приїзду імператора | 1821 р. | Дерев'яна одноповерхова будівля                                                          | -<<-                                           | Наказ УКТ ХОДА № 394 від 20.12.06.                                     | |  |
| 4.    | 1455                     | вул. Леонова                              | Братська могила радянських воїнів. Поховано 284 воїни. 1941 р., 1943 р. | 1958 р. | Скульптура — 2,5 м, з/б Постамент — 3,75 м, цегла, цемент                                | -<<-                                           | № 61 від 25.01.72р.                                                    | 25 м (Наказ правління культури і туризму від 10.09.09. № 234)                                         |  |
| 5.    |                          | пл. Аграрна,                              | Чугуївське міське кладовище № 1(колишнє Преображенське кладовище)1825 р. | Стафєєв С. А., наук. співробітник Чугуївського художньо-меморіального музею І. Ю. Рєпіна                                                       |                                                                                          | Місцева                                        | Наказ УКТ ХОДА № 394 від 20.12.06.                                     | |  |
|       | 1440/1                   | -<<-                                      | могила Абдуліна Р. М., льотчика. 1964 р. | -<<- | Обеліск. Метал.                                                                          | -<<-                                           | -<<-                                                                   | |  |
|       | 1440/2                   | -<<-                                      | Могила Агнівцева М. П., титулярного радника. 1892 р. | -<<- | Плита — 0,60?1,50 м. Сірий граніт.                                                       | -<<-                                           | -<<-                                                                   | |  |
|       | 1440/3                   | -<<-                                      | могила Акомелкова Г., ієрея, настоятеля храму ікони Божої Матері «Усіх скорбящих Радостє». 2004 р.                                                                                       | -<<- | Стела. Граніт.                                                                           | -<<-                                           | -<<-                                                                   | |  |
|       | 1440/4                   | -<<-                                      | могила Ачкасова А. Я., Героя Радянського Союзу. | -<<- | Стела. Граніт.                                                                           | -<<-                                           | -<<-                                                                   | |  |
|       | 1440/5                   | -<<-                                      | могила Баєвої К. І., онучатої племінниці І. Ю. Рєпіна. 1976 р. | -<<- | Дерев'яний хрест чорного кольору з пластмасовим зображенням розп'яття.                   | -<<-                                           | -<<-                                                                   | |  |
|       | 1440/6                   | -<<-                                      | могила Бера В. Г., нач. штабу Печенізькоюї бойової ділянки. 1919 р. | -<<- | Меморіальна дошка. Метал.                                                                | -<<-                                           | -<<-                                                                   | |  |
|       | 1440/7                   | -<<-                                      | могила Брезиньської Л. Й., родички одного з Чугуївських голів. 1966 р., Брезинського Г. В., купця, відомого діяча міського самоврядування. 1936 р. , Суханек В. Й. 1966 h/               | -<<- | Стела. Бетон.                                                                            | -<<-                                           | -<<-                                                                   | |  |
|       | 1440/8                   | -<<-                                      | Могила Вайсберга І. Д., підполковника. 1915 р. | -<<- | Надгробок у вигляді дерева з відсіченими гілками. Граніт.                                | -<<-                                           | -<<-                                                                   | |  |
|       | 1440/9                   | -<<-                                      | могила Вакнельсона.1926 р. | -<<- | -<<-                                                                                     | -<<-                                           |                                                                        | |  |
|       | 1440/10                  | -<<-                                      | могила Вареци О. А., прапорщика. 1953 р. | -<<- | Стела. Граніт.                                                                           | -<<-                                           | -<<-                                                                   | |  |
|       | 1440/11                  | -<<-                                      | могила Ветчинкіна В. В., голови Чугуївського міськвиконкому. 1976 р. | -<<- | Плита. З/б.                                                                              | -<<-                                           | -<<-                                                                   | |  |
|       | 1440/12                  | -<<-                                      | Могила Воронова В. М. 1907 р. | -<<- | Граніт.                                                                                  | -<<-                                           | -<<-                                                                   | |  |
|       | 1440/13                  | -<<-                                      | Могила Горохова І. М. 1842 р. | -<<- | Пілон. Чорний мармур.                                                                    | -<<-                                           | -<<-                                                                   | |  |
|       | 1440/14                  | -<<-                                      | могила Гречка К. П., підполковника. 1886 р. та могила Сільванської Ф. К. | -<<- | Стела. Граніт.                                                                           | -<<-                                           | -<<-                                                                   | |  |
|       | 1440/15                  | -<<-                                      | могила Дегтярьової-Милославської З. М., лікаря-хірурга, кандидата медичних наук. 1964 р.                                                                                                 | -<<- | Хрест. Метал.                                                                            | -<<-                                           | -<<-                                                                   | |  |
|       | 1440/16                  | -<<-                                      | могила де-Роберті А. І.,підполковника. 1876 р. | -<<- | -<<-                                                                                     | -<<-                                           |                                                                        | |  |
|       | 1440/17                  | -<<-                                      | могила Дмитрієва О. П., повного георгієвського кавалера. 1950 р. | | Стела. З/б.                                                                              |                                                |                                                                        | |  |
|       | 1440/18                  | -<<-                                      | могила Доріна О. І, льотчика. 1940 р. | -<<- | Пілон. Білий мармур.                                                                     | -<<-                                           | -<<-                                                                   | |  |
|       | 1440/19                  |                                           | пл. Аграрна, | могила протоієрея Жадановського І. А., настоятеля храму ікони Божої Матері «Усіх скорбящих Радостє» та його дружини Жадановської Ф. О. 1906 р. | Стафєєв С. А., наук. співробітник Чугуївського художньо-меморіального музею І. Ю. Рєпіна | Пілон. Чорний мармур.                          | Місцева                                                                | Наказ УКТ ХОДА № 394 від 20.12.06.                                                                    |  |
|       | 1440/20                  | -<<-                                      | могила Знаменського С. П. 1909 р. | -<<- | Кам'яна брила. Граніт.                                                                   | -<<-                                           | -<<-                                                                   | |  |
|       | 1440/21                  | -<<-                                      | могила Зозулі М. П., кавалера 3-х Орденів Слави. 1975 р. | -<<- | Стела. З/б, полімерний матеріал.                                                         | -<<-                                           | -<<-                                                                   | |  |
|       | 1440/22                  | -<<-                                      | могила Ільченка П. В.,юнкера. 1898 р. | -<<- | -<<-                                                                                     | -<<-                                           |                                                                        | |  |
|       | 1440/23                  | -<<-                                      | могила Карманова О. О., прапорщика. 1987 р. | -<<- | Стела з сірого граніту.                                                                  | -<<-                                           | -<<-                                                                   | |  |
|       | 1440/24                  | -<<-                                      | могила Касьянова Г. В., священника, настоятнля храму ікони Божої Матері «Усіх скорбящих Радостє». 1877 р.                                                                                | -<<- | Плита. Сірий граніт. 0,60?1,50 м.                                                        | -<<-                                           | -<<-                                                                   | |  |
|       | 1440/25                  | -<<-                                      | могила Колосова С. В., капітана. 1905 р. | -<<- | Кам'яна брила. Сірий граніт.                                                             | -<<-                                           | -<<-                                                                   | |  |
|       | 1440/26                  | -<<-                                      | могила Корнієнко А. П., дружини генерал-майора. 1908 р. | -<<- | Чорний мармур. Сірий граніт.                                                             | -<<-                                           | -<<-                                                                   | |  |
|       | 1440/27                  | -<<-                                      | могила Костомахіна Т. З., старшого лікаря колежського радника. 1887 р. | -<<- | Обеліск. Граніт.                                                                         | -<<-                                           | -<<-                                                                   | |  |
|       | 1440/28                  | -<<-                                      | могила Кришталя І. М., лейтенанта медичної служби. 1983 р. | -<<- | Плита. Стела. Граніт.                                                                    | -<<-                                           | -<<-                                                                   | |  |
|       | 1440/29                  | -<<-                                      | могила Кузьміна, партизана розвідувально-диверсійного загону. 1942 р. | -<<- | Обеліск. Метал.                                                                          | -<<-                                           | -<<-                                                                   | |  |
|       | 1440/30                  | -<<-                                      | могила Лубенцова І. О., купця, секретаря міської управи. 1914 р | -<<- | Надгробок у вигляді зрізаної піраміди. Граніт. Мармур.                                   | -<<-                                           | -<<-                                                                   | |  |
|       | 1440/31                  | -<<-                                      | могила Лубенцової А. І., дружини Лубенцова І. О. | -<<- | Обеліск. Граніт.                                                                         | -<<-                                           | -<<-                                                                   | |  |
|       | 1440/32                  | -<<-                                      | могила Мановського С. М., льотчика. 1956 р. | -<<- | Металевий обеліск.                                                                       | -<<-                                           | -<<-                                                                   | |  |
|       | 1440/33                  | -<<-                                      | могила Мельника А. В., капітана, льотчика. 1987 р. | -<<- | Плита. Граніт.                                                                           | -<<-                                           | -<<-                                                                   | |  |
|       | 1440/34                  | -<<-                                      | могила Містрова М. П., капітан-лейтенанта флота. 1850 р. | -<<- | Меморіальна плита.                                                                       | -<<-                                           | -<<-                                                                   | |  |
|       | 1440/35                  | 1971                                      | -<<- | могила Музикіна В. П. — Героя Радянського Союзу. 1980 р.                                                                                       | 1982 р.                                                                                  | Стела — 1,4х0,6х0,2 м, граніт                  | -<<-                                                                   | № 196 від 16.04.84р.                                                                                  |  |
|       | 1440/36                  | -<<-                                      | могила Неклюдова О. М., корнета. 1892 р. | -<<- | Кам'яна брила. Сірий граніт.                                                             | -<<-                                           | Наказ УКТ ХОДА № 394 від 20.12.06.                                     | |  |
|       | 1440/37                  | -<<-                                      | могила Неклюдової М. Г. 1915 р. | -<<- | Кам'яна брила. Граніт.                                                                   | -<<-                                           | -<<-                                                                   | |  |
|       | 1440/38                  | -<<-                                      | могила Остапенка В. І., підполковника, військового радника в збройних силах Афганістану. 1981 р.                                                                                         | -<<- | Плита. Сірий граніт.                                                                     | -<<-                                           | -<<-                                                                   | |  |
|       | 1440/39                  | 2073                                      | пл. Аграрна, | могила Панєжди П. О. — Героя Радянського Союзу. 1979 р.                                                                                        | -<<-1979 р.                                                                              | Стела — 1,4 м, граніт                          | -<<-                                                                   | № 413 від 19.08.85р.                                                                                  |  |
|       | 1440/40                  | -<<-                                      | могила Погребняка А. І., льотчика. 1956 р. | Стафєєв С. А., наук. співробітник Чугуївського художньо-меморіального музею І. Ю. Рєпіна                                                       | Обеліск. Метал.                                                                          | Місцева                                        | Наказ УКТ ХОДА № 394 від 20.12.06.                                     | |  |
|       | 1440/41                  | -<<-                                      | могила Подольського М. 1916 р. | -<<- | Граніт. Надгробок у вигляді дерева смерті.                                               | -<<-                                           |                                                                        | |  |
|       | 1440/42                  | -<<-                                      | могила Пуршева В. Н., лейтенанта артилерії. 1945 р. і могила Пуршева Н. Н. льотчика. 1951 р.                                                                                             | -<<- | Чугунна меморіальна плита.                                                               | -<<-                                           | -<<-                                                                   | |  |
|       | 1440/43                  | 1492                                      | -<<- | Могила Рєпіної Т. С.,матері художника Рєпіна І. Ю. 1880 р.                                                                                     | -<<-Рєпін І. Ю. 1913 р.                                                                  | Хрест — 1,1 м, чавун Постамент — 1,7 м, мармур | -<<-                                                                   | № 61 від 25.01.72р.                                                                                   |  |
|       | 1440/44                  | -<<-                                      | могила Сідгам Олександри. 1894 р. | Стафєєв С. А., наук. співробітник Чугуївського художньо-меморіального музею І. Ю. Рєпіна                                                       | Плита. Чавун.1,20х0,60 м.                                                                | -<<-                                           | Наказ УКТ ХОДА № 394 від 20.12.06.                                     | |  |
|       | 1440/45                  | -<<-                                      | могила Сідгам О. М., дочки надворного радника.1900 р. | -<<- | Плита. Чавун.1,20х0,60 м.                                                                | -<<-                                           | -<<-                                                                   | |  |
|       | 1440/46                  | -<<-                                      | могила Скупова Д. О., льотчика. 1966 р. | -<<- | Обеліск. Метал.                                                                          | -<<-                                           | -<<-                                                                   | |  |
|       | 1440/47                  | -<<-                                      | могила Сумма І. І., майора, льотчика. 1956h/ | -<<- | -<<-                                                                                     | -<<-                                           |                                                                        | |  |
|       | 1440/48                  | -<<-                                      | могила Файста Ф. Ф., лікаря. 1893 р. | -<<- | Обеліск. Граніт.                                                                         | -<<-                                           | -<<-                                                                   | |  |
|       | 1440/49                  | -<<-                                      | могила Фіалковського А. Й. 1911 р. | -<<- | Граніт. Надгробок у вигляді дерева смерті.                                               | -<<-                                           | -<<-                                                                   | |  |
|       | 1440/50                  | -<<-                                      | могила Шкабури К. М.,генерал-майора авіації.2005 р. | -<<- | Стела. Граніт. 2 кв.м.                                                                   | -<<-                                           | -<<-                                                                   | |  |
|       | 1440/51                  | -<<-                                      | могила Штегер А. Я. і Штегер Н. Е. 1897 р. | -<<- | Постамент. Граніт.0,40х0,40х0,70 м.                                                      | -<<-                                           | -<<-                                                                   | |  |
|       | 1440/52                  | -<<-                                      | могила Янтарьової П. С., дружини титулярного радника. 1905 р. | -<<- | Сірий граніт.                                                                            | -<<-                                           | -<<-                                                                   | |  |
|       | 1440/53                  | -<<-                                      | пам'ятник київським гусарам та корнету Бєклємішеву С. 1892 р. | -<<- | Обеліск — 2?0,40 м. Сірий граніт.                                                        | -<<-                                           | -<<-                                                                   | |  |
|       | 1440/54                  | -<<-                                      | Пам'ятник з могили Горленка І. М., командира 30-го драгунського Інгерманландського полку, полковника. 1903 р.                                                                            | -<<- | Сірий граніт. Надгробок трапецієподібної форми 0,80х0,60х1,20 м.                         | -<<-                                           | -<<-                                                                   | |  |
| 6.    | 1453                     | вул. Рєпіна                               | Місце розташування будиноку, де народився Рєпін І. Ю., художник. 1844 р. | Скульпт. Страхов А. Й. 1944 р. | Стела — 3,3?5,4 м, з/б, цегла                                                            | -<<-                                           | № 61 від 25.01.72р.                                                    | |  |
| 7.    | 1498                     | вул. Музейна, 8                           | Будинок, де жив Рєпін І. Ю., художник. 1876–1877 рр. | | Будинок одноповерховий, цегла, 6 кімнат Меморіальний музей                               | -<<-                                           | № 61 від 25.01.72р.                                                    | ЗУ «Про перелік пам'яток культ. спадщини, що не підлягають приватизації» № 574-VI від 23.09.08 р.\|\| |  |
| 8.    | 2425                     | вул. Харківська                           | Будинок, де навчалися Кожедуб І. М., тричі Герой Радянського Союзу, маршал авіації, Леонов О. А., Ляхов В. О., Філіпченко А. В. льотчики-космонавти СРСР, Герої Радянського Союзу та ін. | | Будинок триповерховий, цегляний                                                          | Місцева                                        | № 142 від 20.05.91р.                                                   | |  |
|       |                          |                                           | | |                                                                                          |                                                |                                                                        | |  |
| 10.   | 2508                     | вул. Харківська                           | Пам'ятник тричі ГРС І. М. Кожедубу | | Бюст — виколотка з міді. Постамент облицьований гранітом.                                | Місцева                                        | № 975 від 18.09.97р.                                                   | 25 м. Розпорядження ХОДА№ 975 від 18.09.97р.                                                          |  |
| 11.   | 1454                     | пл. Червоних Борців                       | Братська могила борців за Радянську владу. Поховано 34 чол. 1920 р. | 1952 р. | Плита — 1,8?1,2 м, граніт                                                                | -<<-                                           | № 61 від 25.01.72р.                                                    | |  |
| 12.   | 1472                     | с. Клугіне-Башкирівка Чугуївської міськ/р | Братська могила радянських воїнів. Поховано 46 воїнів. 1943 р. | 1957 р. | Скульптура — 3,0 м, з/б Постамент — 2,7 м, цегла, цемент                                 | -<<-                                           | -<<-                                                                   | 25 м (Наказ правління культури і туризму від 10.09.09. № 234)                                         |  |
|       |                          |                                           | | |                                                                                          |                                                |                                                                        | |  |

## Пам'ятки монументального мистецтва
| № п/п | Охоронний номер пам'ятки | Місце знаходження, (адреса) пам'ятки | Найменування пам'ятки                | Автор, дослідник пам'ятки. Дата відкриття                | Матеріал, з якого виготовлений пам'ятник. Основні розміри | Категорія охорони пам'ятки | Номер і дата рішення державних органів про взяття пам'ятки під охорону | Охоронна зона                                |
| ----- | ------------------------ | ------------------------------------ | ------------------------------------ | -------------------------------------------------------- | --------------------------------------------------------- | -------------------------- | ---------------------------------------------------------------------- | -------------------------------------------- |
| 1.    | 8713- Ха                 | вул. Гвардійська, 13.                | Пам'ятник Рєпіну І. Ю. 1844–1930 рр. | Скульпт. Манізер М. Г., архіт. Клейн Б. Г. 1956 р.       | Бюст — 1,56 м, бронза Постамент — 2,72 м, граніт          | Місцева                    | Наказ МКТ України № 453/0/16-11 від 16.06.11.                          |                                              |
| 2.    | 1770                     | пл. Соборна                          | Пам'ятник В.І.Леніну                 | Скульпт. Вронський М. К., архіт. Гнєзділов В. Г. 1972 р. | Скульптура — 2,5 м, бронза Постамент — 4,0 м, граніт      | Місцева                    | № 13 від 12.01.81р.                                                    |                                              |
| 3.    | 2507                     | вул. Музейна, 8                      | Пам'ятник Рєпіну І. Ю.               | Скульпт. Єсіпенко В. І. 1990 р.                          | Напівфігура — 1,4 м, бронза Постамент з металу            | -<<-                       | № 975 від 18.09.97р.                                                   | 25 м. Розпорядження ХОДА№ 975 від 18.09.97р. |
|       |                          |                                      |                                      |                                                          |                                                           |                            |                                                                        |                                              |

## Пам'ятки архітектури
| п/п | охор. № | Адреса                                                                   | Первісне призначення                       | Автори              | Дата будівлі        | Сучасне призначення                               |
| --- | ------- | ------------------------------------------------------------------------ | ------------------------------------------ | ------------------- | ------------------- | ------------------------------------------------- |
| 1.  | 728     | вулиця Гвардійська 1                                                     | Офіцерський готель.                        | Невідомий           | 30-ті рр. 19 ст.    | Гуртожиток                                        |
| 2.  | 729     | вулиця Гвардійська 3                                                     | Пожежна команда.                           | Невідомий           | 1 п. 19 в 7-я.      | Пожежна частина                                   |
| 3.  | 556     | вулиця гвардійська 7                                                     | Школа кантоністів.                         | Невідомий           | 1-а п. 19 ст..      | Магаз. воентор.                                   |
| 4.  | 730     | вулиця Гвардійська 9                                                     | Діловий двір.                              | Невідомий           | 30-ті рр. 19 ст.    | Майстерні КЕЧ                                     |
| 5.  |         | вулиця Гвардійська 11                                                    | Пожежна команда.                           | «Зразковий проект». | 30-ті рр. 19 ст.    | Житловий будинок                                  |
| 6.  |         | вулиця Гвардійська 15                                                    | Будинки непоселенних.                      | «Зразковий проект». | 30-ті рр. 19 ст.    | Складські 17 унтер-офіцерів приміщення            |
| 7.  | 555     | вулиця Гвардійська 42                                                    | Військова казарма.                         | «Зразковий проект»  | поч. 19 ст.         | Навчальна частина, казарма                        |
| 8.  | 733     | вулиця Гвардійська 52                                                    | Особняк Невідомий                          | к. 19 — поч. 20 ст. | Районна лікарня     |                                                   |
| 9.  | 57      | вулиця Гвардійська 108                                                   | Житловий будинок.                          | Невідомий           | к. 19 — поч. 20 ст. | Військова частина                                 |
| 10. | 734     | вулиця Старонікольська 35                                                | Особняк Селівановим.                       | Невідомий           | поч. 20 ст.         | Райвиконком                                       |
| 11. |         | *площа Соборна 2                                                         | Військове училище.                         | Невідомий           | к. 18 — поч. 19 ст. | Установа великий топографічний корпус             |
| 12. |         | *площа Соборна 5                                                         | Покровський собор.                         | Стасов В. П.        | 1824-34 рр..        | Картинна галерея                                  |
| 13. | 559     | вулиця Преображенська                                                    | б/н                                        |                     |                     |                                                   |
| 14. |         | Церква ікони Божої Матері                                                |                                            | Невідомий           | 1824 р.             | Діюча                                             |
| 15. | 735     | вулиця Музейна 24                                                        | Госпіталь «зразковий проект».              | 30-е рр. 19 ст.     |                     | Контора військторгу                               |
| 16. | 707 *   | вулиця Музейна 25                                                        | Торгові ряди Стасов В. П.                  | 1835 р.             |                     |                                                   |
| 17. | 705 *   | вулиця Харківська 112                                                    | Міська управа Стасов В. П.                 | к. 18 ст.           |                     | Чугуївський будинок дитячої та юнацької творчості |
| 18. | 736     | вул. Харківська, 62, 66, 68 вул. Старонікольська, 34, 40 вул. Музейна, 8 | Житлові будинки поселян «Зразковий проект» | 30-ті рр. 19 ст.    |                     | Житлові будинки                                   |

## Пам'ятки археології
| № з/п | Охоронний № | Місцезнаходження об'єкту | Назва об'єкту | Дослідник, рік обстеження                                                         | Розміри | Кат     | Рішення Харківського ОВК, накази УКіТ            | Охоронна зона: розміри, Рішення Харківського ОВК, накази УКіТ |
| ----- | ----------- | --- | --- | --------------------------------------------------------------------------------- | --- | ------- | ------------------------------------------------ | ------------------------------------------------------------- |
| 1.    | 1443        | в межах старої частини міста (майдан Соборний та прилеглі ділянки), на правому березі р. Сіверський Донець | Городище багатошарове : скіфського часу, роменської культури та давньоруського часу, V–III ст. до н. е.,VIII-X ст. н. е., X–XIII ст. н. е. | Пассек В. В., 1844 р., Рибаков Б. А., д.і.н., Шрамко Б. А., д.і.н., 1950–1960 рр. | 21га | Місцева | № 61 від 25.01.72р.                              | 50 м.№ 197 від 16.04.84р.                                     |
| 2.    | 2653-Хк     | м. Чугуїв | Селище Чугуївське-1, VIII–X ст. н. е., XVII-XVIII ст. н. е.,                                                                               | Свистун Г. Є.,2004 р.                                                             | 35га | Місцева | Наказ МКТ України від 24.09.2008р № 1001/0/16-08 |                                                               |
| 3.    |             | в межах старої частини міста, на правому березі р. Сіверський Донець у впадінні її правого припливу р. Чуговка; на корінному мису;між руслами р. Чуговка і струмка Безіменного | Селище багатошарове Зачуговка | Свистун Г. Є.2007салтівська культура VIII-Х ст.козацька доба XVII- XVIII ст.      | ~10 га | Об'єкт  | Наказ УКіТ № 249 від 22.07.08р.                  |                                                               |
| 4.    |             | в межах старої частини міста, на південро-східній окраїні корінного правого мису р. Сіверський Донець, в районі парку культури та відпочинку І. Ю. Рєпіна | Селище багатошарове Чугуївське-2 | Свистун Г. Є.2007салтівська культура VIII-Х ст.козацька доба XVII- XVIII ст.      | ~8 га | Об'єкт  | Наказ УКіТ № 249 від 22.07.08р.                  |                                                               |
| 5.    |             | Поселення розташоване в південно-східній околиці м. Чугуїв по вул. Калмицька. Поселення розташоване в зоні житлової індивідуальної забудови. | Поселення «Чугуїв, вул. Фрунзе» XV — XII ст. до н. е.                                                                                      | Задніков С. А., 2008 р.                                                           | 150?100 м | Об'єкт  | Наказ УКіТ № 01 від 12.01.10р.                   |                                                               |
| 6.    |             | пров. Задонецький, біля буд. № 3, в с. Клугіно-Башкирівка (з 2009 р. мікрорайон м. Чугуєва) Харківської області. З півночі від поселення проходить пров. Піщаний. З заходу — пров. Задонецький. Зі сходу приватні будинки.                                                                       | Поселення «Клугіно-Башкирівка-3» XV — XII ст. до н. е., VIII-Х ст. н. е.                                                                   | Голубєва І. В., Задніков С. А.,2008 р.                                            | Встановити орієнтовні розміри поселення неможливо у зв'язку із тим, що воно знаходиться під житловою забудовою с. Клугіно-Башкирівка. | Об'єкт  | Наказ УКіТ № 113/1 від 24.03.10р.                |                                                               |
| 7.    |             | вул. Чапаєва, 18, біля № 22, м. Чугуїв Харківської області. Ділянка розташована в зоні житлової індивідуальної забудови. З півночі, сходу та заходу розташовані приватні житлові будинки. З півдня проходить пров. Преображенський. На сході неподалік знаходиться проїзна частина вул. Чапаєва. | Поселення «Чугуїв вул. Чапаєва». ІІІ-V ст. н. е.                                                                                           | Задніков С. А., Пеляшенко К. Ю.,2009 р.                                           | 200х70 м. | Об'єкт  | Наказ УКіТ № 233/1 від 12.07.10р.                |                                                               |
|       |             | | |                                                                                   | |         |                                                  |                                                               |

## Джерело
Лист Харківської Облдержадміністрації на запит ВМ УА від 28 березня 2012. Файли доступні на сайті конкурсу WLM.